# Station Myrvoll
Station Myrvoll is een station in Myrvoll in de gemeente Oppegård. Het station  ligt aan Østfoldbanen. 
Myrvoll wordt bediend door lijn L2, de stoptrein tussen Skøyen en Ski.